# Селіхов Олександр Олександрович
Олександр Олександрович Селіхов (рос. Алекса́ндр Алекса́ндрович Се́лихов, нар. 7 квітня 1994, Наришкіно, Росія) — російський футболіст, воротар московського «Спартака» та національної збірної Росії.

## Ігрова кар'єра

### Клубна
Олександр Селіхов починав навчатися футболу у спортивній школі московського «Спартака» у 2008 році. Пізніше він перебрався до академії пітерського «Зеніта». Але на дорослому рівні Селіхов дебютував у травні 2012 року у Другому дивізіоні у складі клубу «Орел».
У січні 2013 року Селіхов відправився в оренду у пермський «Амкар», який на той момент виступав у Прем'єр-лізі. Після завершення оренди, влітку 2014 року Селіхов підписав з «Амкаром» дворічний контракт. Першу гру в РПЛ Селіхов провів у серпні 2015 року у складі «Амкара», коли на той момент обидва основні воротарі команди були травмовані.
22 листопада 2016 року було оголошено про підписання селіховим контракту на 4,5 роки з московським «Спартаком». Починав Олександр як дублер Артема Реброва але у вересні 2017 року після вдалого виходу на заміну у матчі Ліги чемпіонів проти «Ліверпуля» Селіхов забронював за собою місце в основі.
У травні 2018 року Селіхов отримав важку травму ахіллового сухожилля, яка не дозволила йому зіграти на домашньому чемпіонаті світу у складі національної збірної Росії. За час відновлення, з приходом до команди Олександра Максименка Селіхов втратив місце в основі.
Лише вдала гра Селіхова в груповому раунді Ліги Європи восени 2021 року сприяла поверненню Олександра до основи «Спартака». З 2022 року Олександр Селіхов закріпився в основі команди.

### Збірна
17 листопада 2022 року у товариському матчі проти команди Таджикистану Олександр селіхов дебютував у складі національної збірної Росії.

## Титули
Спартак (М)
 Чемпіон Росії: 2016/17
 Переможець Суперкубка Росії: 2017
 Переможець Кубка Росії: 2021/22